# ژلخوویتسه
ژلخوویتسه (به چکی: Želechovice) یک منطقهٔ مسکونی در جمهوری چک است که در شهرستان اولوموتس واقع شده‌است. ژلخوویتسه ۶٫۰۹ کیلومتر مربع مساحت و ۲۲۷ نفر جمعیت دارد و ۲۳۵ متر بالاتر از سطح دریا واقع شده‌است.